# Зекендорф-Гудент, Артур
Барон Артур Зекендорф-Гудент (нем. Arthur von Seckendorff-Gudent; 1 июля 1845 — 29 ноября 1886, Вена) — австрийский лесовод.
По окончании специального университетского образования поступил в 1868 году приват-доцентом лесных наук в Гиссенском университете, затем работал преподавателем в Цюрихской политехнической школе, профессором Мариабрунской лесной академии и, наконец, профессором Венской высшей школы почвенной культуры и заведующим производством исследований на австрийских лесных опытных станциях.
Автор сочинений:
- «Die forstlichen Verhältnisse Frankreichs» (1880);
- «Beiträge zur Kenntniss der Schwarzföhre» (I ч., 1881);
- «Das forstliche Versuchswesen insbesondere dessen Zweck und wirthschaftliche Bedeutung» (1881);
- «Über Wildbach— und Lawinenverbauung, Aufforstung von Gebirgshängen und Dammböschungen, oder in wie weit vermag der Forstmann auf die Sicherheit und Rentabilität die Bahnbetriebes einzuwirken» (1881);
- «Über die Wirthscbaftliche Bedeutung der Wilbachverbauung und Aufforstung der Gebirge» (1883);
- «Verbauung der Wildbäche, Aufforstung und Berasung des Gebirgsgründe» (1884)
- «Zur Geschichte der Wildbachverbauung» (1886).

Кроме того, им редактировались: «Mittheilungen aus dem forstlichen Versuchswesen Oesterreichs» (с 1877) и журнал «Centralblatt für das gesammte Forstwesen» (с 1883), где было помещено много его статей.